# Ezcároz/Ezkaroze
Ezcároz / Ezkaroze (spanisch Ezcároz, baskisch Ezkaroze) ist ein Ort und eine Gemeinde im baskischsprachigen Teil der Autonomen Gemeinschaft Navarra mit 304 Einwohnern (Stand: 2024).

## Lage
Ezcároz / Ezkaroze liegt etwa 46 Kilometer ostnordöstlich von Pamplona nahe der Grenze zwischen Frankreich und Spanien in einer Höhe von ca. 740 m. 

## Sehenswürdigkeiten

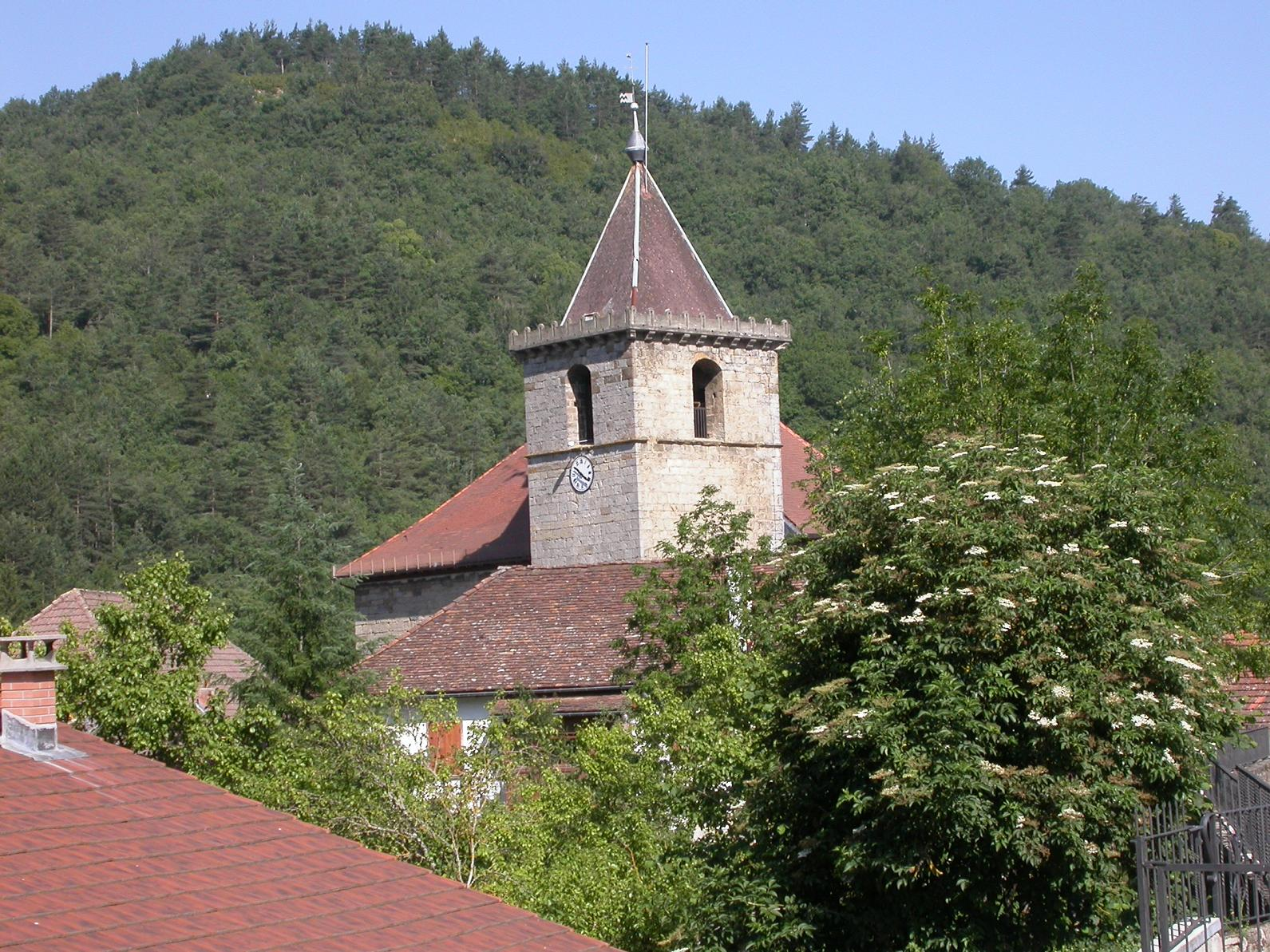
Romanuskirche

- Romanuskirche

## Persönlichkeiten
- Gabriel Urralburu (* 1950), Politiker (PSOE)
- César Cruchaga Lasa (* 1974), Fußballspieler
- Imanol García Lugea (* 1995), Fußballspieler